# Гукулов, Непес
Непес Гукулов (р.10 сентября 1978) — туркменский борец греко-римского стиля, призёр чемпионата мира.
Родился в 1978 году. В 1997 году завоевал бронзовую медаль Западноазиатских игр. В 1999 году стал обладателем серебряной медали Центральноазиатских игр. В 2000 году принял участие в Олимпийских играх в Сиднее, но занял там лишь 10-е место. В 2002 году стал обладателем серебряной медали чемпионата мира.